# Maxim Februari
Maxim Februari, pseudoniem van Maximiliaan (Max) Drenth (Coevorden, 23 februari 1963), is een Nederlandse filosoof, jurist, schrijver en columnist. Februari publiceerde eerder onder de namen M. Februari, Marjolijn Februari en M. Drenth von Februar. Hij ontving in 2020 de P.C. Hooft-prijs.

## Loopbaan
Februari studeerde kunstgeschiedenis, filosofie en rechten aan de Universiteit Utrecht. In 1989 kwam onder het pseudoniem M. Februari zijn eerste roman uit, De zonen van het uitzicht, waarvoor hij het daaropvolgende jaar de Multatuliprijs ontving. In 2007 volgde De Literaire Kring. Van 1999 tot juli 2010 schreef Februari columns voor de Volkskrant; in augustus 2010 verwisselde hij deze krant voor NRC Handelsblad. Na 617 columns stopte hij op 24 februari 2023 bij deze krant, die inmiddels officieel NRC was gaan heten. Op 10 juni 2025 keerde hij als columnist bij NRC terug, vooralsnog tweewekelijks.
Omdat hij naar eigen zeggen te jong was om de rest van zijn leven proza te schrijven, aanvaardde Februari in 1991 een positie als aio aan de Katholieke Universiteit Brabant. Hij deed onderzoek naar economie en ethiek, wat resulteerde in de dissertatie Een pruik van paardenhaar & Over het lezen van een boek. Amartya Sen en de Onmogelijkheid van de Paretiaanse liberaal. Dit proefschrift werd genomineerd voor De Gouden Uil Literatuurprijs.
Ook De Literaire kring, over een elitair leesclubje dat door het lezen van een populaire roman geconfronteerd wordt met zijn eigen morele gedrag, kwam op de shortlist van De Gouden Uil. Het boek werd ook genomineerd voor de Libris Literatuur Prijs. In 2008 ontving Februari de Frans Kellendonk-prijs voor het gehele oeuvre en in 2011 sprak hij de jaarlijkse Mosse-lezing uit.
De grootvader van Februari was 'fout' in de Tweede Wereldoorlog, omdat hij dienst had genomen in het Duitse leger. Het gezin van de moeder van Februari was daardoor voor lange tijd stateloos. In een interview in 2012 vertelde Februari dat deze episode invloed had gehad op zijn opvattingen over recht, moraal en over de "ingewikkeldheid van die dingen".
Februari was een van de geïnterviewden in het drie uur durende Marathoninterview (een radioprogramma van de VPRO) door Pieter van der Wielen in 2008 en van Zomergasten (een televisieprogramma van de VPRO) door Janine Abbring in 2019.
In december 2019 kreeg Februari de P.C. Hooft-prijs 2020 toegekend. In 2020 werd Februari benoemd tot lid van de Akademie van Kunsten.
Op vrijdag 11 december 2020 sprak Februari de 49ste Huizingalezing uit in het Groot-Auditorium van het Academiegebouw aan het Rapenburg in Leiden. Vanwege de coronamaatregelen waren slechts 30 toehoorders aanwezig, de overige luisterden en keken via een livestream. Titel van zijn lezing was "Slechte kunst".

## Verschillende namen
Februari debuteerde in 1989 onder de naam M. Februari en publiceerde later onder de naam Marjolijn Februari. Over genderidentiteit als auteur en het gebruik van de naam Marjolijn zei Februari in 2007 in een interview in het NRC Handelsblad door Elsbeth Etty:

Ik heb me vroeger beijverd voor geestelijk hermafroditisme. In mijn eerste roman, gepubliceerd onder de naam M. Februari, komt voortdurend de auteur aan bod die nu weer vrouwelijk, dan weer mannelijk is. Er kwamen zes voornamen in voor, drie manlijke en drie vrouwelijke. Op verzoek van de hoofdredactie van de Volkskrant die blij was met een vrouwelijke columnist, heb ik de M. vervangen door Marjolijn.

Volgens het interview presenteerde Februari zich ook als M. Drenth von Februar:

Die naam heb ik ooit verworven, mijn ouders heten niet zo. En probeer er maar niet achter te komen hoe dat zit, want dat lukt niemand.

Op 15 september 2012 berichtte NRC Handelsblad dat Februari voortaan onder de naam Maxim Februari zou publiceren. Hij had de krant laten weten in het voorjaar van 2012 te zijn begonnen met het gebruik van mannelijke hormonen. „Dit om lichamelijk te transformeren en vanaf nu verder te leven als man.” Sinds begin 2013 staat hij in de gemeentelijke basisadministratie vermeld als Maximiliaan Drenth. In februari 2013 publiceerde Maxim Februari het boekje De maakbare man. Notities over transseksualiteit.

## Persoonlijk
Maxim Februari heeft 25 jaar een relatie gehad met vertaalster en germaniste Gerda Meijerink (1939-2015).

## Bestseller 60
| Boeken met noteringen in de Nederlandse Bestseller 60 | Jaar van verschijnen | Datum van binnenkomst | Hoogste positie | Aantal weken | Opmerkingen |
| ----------------------------------------------------- | -------------------- | --------------------- | --------------- | ------------ | ----------- |
| Klont                                                 | 2017                 | 10-01-2018            | 53              | 1            |             |
| Doe zelf normaal                                      | 2023                 | 22-02-2023            | 3               | 9            |             |